# پیر لاتور
پیر لاتور (فرانسوی: Pierre Latour‎؛ زادهٔ ۱۲ اکتبر ۱۹۹۳) دوچرخه‌سوار اهل فرانسه است.
از باشگاه‌هایی که در آن رکاب زده‌است می‌توان به آژ۲آر لا موندیال، اشاره کرد.